# 黄玉昆
黄玉昆（1917年—1997年），中国人民解放军将领、中国人民解放军开国少将。
曾任中国人民解放军沈阳军区空军政治部副主任。1955年，授予中国人民解放军少将。1975年8月至1985年3月担任中国人民解放军总政治部副主任。